# Luchthaven Latakia
Luchthaven Latakia is een luchthaven 20 kilometer ten zuidoosten van de Syrische havenstad Latakia en enkele kilometers ten zuidwesten van Qardaha, de geboorteplaats van de familie Assad.
Syrian Arab Airlines en Air Arabia maken gebruik van de luchthaven.
Aan de noordzijde van de luchthaven bevindt zich Vliegbasis Khmeimim, die in gebruik is bij de Russische luchtmacht.